# Base Aérea de Cañadillas

i7
i11
i13
Base Aérea de Cañadillas ist ein Stützpunkt für Löschflugzeuge und Hubschrauber zur Wald- und Flächenbrandbekämpfung im Ortsteil Fuente-Higuera der Gemeinde Molinicos in der spanischen Provinz Albacete in der Autonomen Region Kastilien-La Mancha.
Der Flugplatz beherbergt das Centro Comarcal de Emergencias de la Sierra del Segura, das 2009 von der Junta de Comunidades de Castilla-La Mancha gebaut wurde und seit der Eröffnung am 1. Mai 2010 von der GEACAM (Empresa Pública de Gestión Ambiental de Castilla – La Mancha) betrieben wird. Die Gesamtfläche des Centro Comarcal de Emergencias beträgt rund 14,2 Hektar. Das Centro mit einer überbauten Fläche von über 8.000 m² beinhaltet einen Hangar mit 544 m², ein Hauptgebäude mit einer Fläche von 560 m² für Ausrüstungen und Mannschaftsräumen und eine Tankstelle.
Der Heliport mit dem ICAO-Zulassungscode LE0255 besteht aus drei einzelnen betonierten Helipads. Neben dem Heliport befindet sich eine 880 Meter lange Piste für Löschflugzeuge. Neben der Tankstelle befindet sich auch die Halle für Löschfahrzeuge zur Waldbrandbekämpfung. Das Centro ist rund um die Uhr mit Piloten und Mannschaften besetzt. Dort ist auch der Rettungshubschrauber SESCAM (Servicio de Salud de Castilla-La Mancha) stationiert. Die Towerfrequenz ist 129,975 MHz. 
Die Base Aérea de Cañadillas wurde mit einer autarken Stromversorgung ausgerüstet, die bei Stromausfall die Versorgung des Stützpunktes übernimmt. Für den Winterbetrieb steht eine Biomasseheizungsanlage zur Verfügung. Die Baukosten betrugen rund 1,9 Mio. Euro.